# Zamek w Medwedówce
Zamek w Medwedówce – zameczek zbudowany w Medwedówce, dawniej zwanej Daniłów lub Danielgród nad rzeką Taśmina.

## Opis
W byłym miasteczku Medwedówka nie pozostał żaden materialny ślad, który świadczyłby o jego długiej historii, z wyjątkiem w połowie już zniszczonych okopów na rzece Taśmina, które wskazują, że w tym  miejscu był zameczek, i bardzo starej drewnianej kaplicy w ścianie okopu, która pod koniec XIX w. była już pusta.